# Speed Your Love to Me
Speed Your Love to Me è un singolo del gruppo musicale britannico Simple Minds, pubblicato nel 1984 dalla EMI come secondo estratto dall'album Sparkle in the Rain.
Raggiunse velocemente la posizione n° 20 delle classifiche britanniche rimanendovi per quattro settimane.

## Tracce
Testi e musiche dei Simple Minds.

### 7"
Lato A
1. Speed Your Love to Me - 3:59

Lato B
1. Bass Line - 4:35

### 12"
Lato A
1. Speed Your Love to Me (Extended Mix) - 7:29

Lato B
1. Speed Your Love to Me - 3:59
2. Bass Line - 4:35

### CD (1990)
1. Speed Your Love to Me (Extended Mix) - 7:24
2. Speed Your Love to Me - 4:06
3. Bass Line - 4:41

Bass Line è la versione strumentale di White Hot Day, settimo brano di Sparkle in the Rain.

## Formazione
- Jim Kerr - voce
- Charles Burchill - chitarra elettrica
- Derek Forbes - basso, cori
- Michael MacNeil - pianoforte, sintetizzatore
- Mel Gaynor - batteria, cori

### Altri musicisti
- Kirsty MacColl - voce

## Classifiche
| Classifica (1984) | Posizione massima |
| ----------------- | ----------------- |
| Australia         | 76                |
| Irlanda           | 9                 |
| Nuova Zelanda     | 46                |
| Regno Unito       | 20                |
| Svezia            | 18                |